# Dylewo Stare
Dylewo Stare – część wsi Dylewo położona w województwie mazowieckim, w powiecie ostrołęckim, w gminie Kadzidło. 
Tworzy odrębne sołectwo gminy Kadzidło. Obejmuje północną część wsi, leżąc przy drodze krajowej nr 53. 
W przeszłości Dylewo Stare i Nowe istniały jako odrębne wsie. Słownik geograficzny Królestwa Polskiego i innych krajów słowiańskich z 1878 r. podaje, że Dylewo Nowe zajmowało obszar 1334 morgów, były w nim 53 domy, zamieszkiwane przez 231 mężczyzn i 237 kobiet. Dylewo Stare było nieco większe od Nowego, będąc ponadto siedzibą gminy Dylewo. Łączono z nim również folwark Dylewo Dwór. 
W 1921 r. zamieszkiwało wieś 523 osoby, 509 było wyznania rzymskokatolickiego a 14 mojżeszowego. Jednocześnie 509 mieszkańców zadeklarowało polską przynależność narodową a 14 żydowską. Było tu 81 budynków mieszkalnych. Miejscowość należała do parafii rzymskokatolickiej w m. Kadzidło. Podlegała pod Sąd Grodzki w Myszyńcu i Okręgowy w Łomży; właściwy urząd pocztowy mieścił się w m. Kadzidło. W 1929 działały dwie cegielnie, dwie kuźnie, piwiarnia, dwie rzeźnie i terpentyniarnia. 